# Aniano di Celeda
Aniano di Celeda (... – V secolo) è stato un presbitero romano.
Diacono, fu difensore di Pelagio, col quale si trovò a collaborare in diverse occasioni.